# 関根元和
関根 元和（せきね もとかず、1969年2月26日 - ）は、日本のプログラマ、音楽家。エムロジック株式会社取締役。Movable Typeに関する数々の雑誌・書籍の執筆を手がけるほか、講演活動も行う。CHEEBOWというハンドルネームでフリーウェア、同人音楽の分野でも活動。

## 書籍

### 単著
- 『フリーウェア作家になろう! 』毎日コミュニケーションズ、2003年4月、ISBN 4839910693

### 共著
- 『Palmの達人』ソーテック社、2000年10月、ISBN 4881661590
- 『Café de Palm』ソフトバンクパブリッシング、2001年8月、ISBN 4797316845
- 『Movable Type標準ハンドブック』インプレス、2005年2月、ISBN 4844320785
- 『改訂新版 Movable Type標準ハンドブック』インプレス、2006年11月、ISBN 4844323296
- 『MOVABLE TYPE PLUGINS DIRECTORY』　毎日コミュニケーションズ、2006年11月、ISBN 4839921717
- 『Movable Type プロフェッショナル・スタイル』毎日コミュニケーションズ、2008年4月、ISBN 978-4-8399-2753-0
- 『Twitterの本』インプレス、2009年2月、ISBN 978-4844325161

## フリーウェア
Twit
Windows用Twitterクライアント。2007年窓の杜大賞において303票を集め金賞を受賞した。
Story Editor
Windows用アウトラインプロセッサ。

## 楽曲提供
音楽活動は趣味で行っていることから、「週末音楽家」（ももいろクローバーのキャッチフレーズ「週末ヒロイン」に由来）を自称する。本職のプログラマとしての知り合いに秋葉原ディアステージのスタッフがいたことから、2009年に夢眠ねむ「魔法少女☆未満」を提供。以来、ライブアイドルの楽曲を多く手がける。
- 夢眠ねむ - 「魔法少女☆未満」
- ディアステージアイドル部 - 「全力ポジティブ」、「青春リアリティ」
- 愛乙女★DOLL - 「GO!! MY WISH!!」、「壊して、純情」、「Lovely Days」、「キミはストーム」、「虹を見たか」
- Doll☆Elements - 「告白体操」、「ギュッとSTAR!!」
- 丸山夏鈴 - 「Eternal Summer」
- Luce Twinkle Wink☆ - 「刹那ハレーション」、「少女たちの微熱」、「Precious☆Summer」
- Ange☆Reve - 「Grow Up!!」
- CAMOUFLAGE - 「ドギマギTrick or Treat?」
- じぇるの!（現Jewel☆Neige） - 「You Go Girl!!」、「Gimme a Spark!」、「ヤダッ！」
- RYUKYU IDOL - 「Winding Road」、「Danger Danger!!」、「しっかりしてよ、カリキュレーター」、「アカネイロ」、「シリアル・ラバー」
- もかろんちゃん - 「超絶可憐！魔法少女もかろんちゃんは設定上14歳」、「恋蛍」
- S☆UTHERN CROSS - 「僕らに真夏がくる」、「真夏のパリラ」
- MOSAIC.WAV - 「Sleeping Beauty」、「君が、嘘を、ツイッター」、「絶体絶命エモーション」
- ベースボールガールズ - 「ココロ×クロスゲーム」
- おやゆびプリンセス - 「情熱のBlizzard」
- 煌めき☆アンフォレント - 「幻影★ギャラクティカ」、「流星☆ロマンティカ」、「瞬間、フロレセント」
- Chu☆Oh!Dolly - 「爆裂！疾走！恋セヨ乙女」
- 天晴れ!原宿 - 「Our Music」
- KAMOがネギをしょってくるッ!!! - 「アイオライト」、「ちゃお」
- Tokyo Girls Project（現Girls Live Project） - 「#春くる」公演プロデュース
- littlemore. - 「ピリオドを抱きしめて」「いじっぱりDECISION. -決断-」[3]
- アクアノート - 「Don't you?」「これから」「挑発Selfish」[4]「さよなら六花」
- ViViBee - 「未来のつづき」、「原色ボルテージ」
- 純粋カフェ・ラッテ - 「You are my answer!!」
- 谷麻由里 - 「アイシング・クッキー」、SE[5]